# مهربان کریموف
مهربان کریموف (روسی: Мехрубон Каримов؛ زادهٔ ۱۹ ژانویهٔ ۲۰۰۴) بازیکن فوتبال اهل تاجیکستان است.
وی همچنین در تیم‌های ملی فوتبال زیر ۱۶ سال، زیر ۲۰ سال و بزرگسالان تاجیکستان بازی کرده‌است.